# Borensbergs församling
Borensbergs församling är en församling i Borensbergs pastorat i Vätterbygdens kontrakt i Linköpings stift. Församlingen ligger i Motala kommun i Östergötlands län.

## Administrativ historik
Församlingen bildades 2006 genom sammanslagning av Brunneby församling och Kristbergs församling. Församlingen bildade pastorat med Klockrike församling och även med Tjällmo församling - Borensbergs och Tjällmo pastorat. Från 2014 ingår församlingen i Borensbergs pastorat.

## Kyrkor
- Björkhällakyrkan
- Kristbergs kyrka